# فنان الإغواء

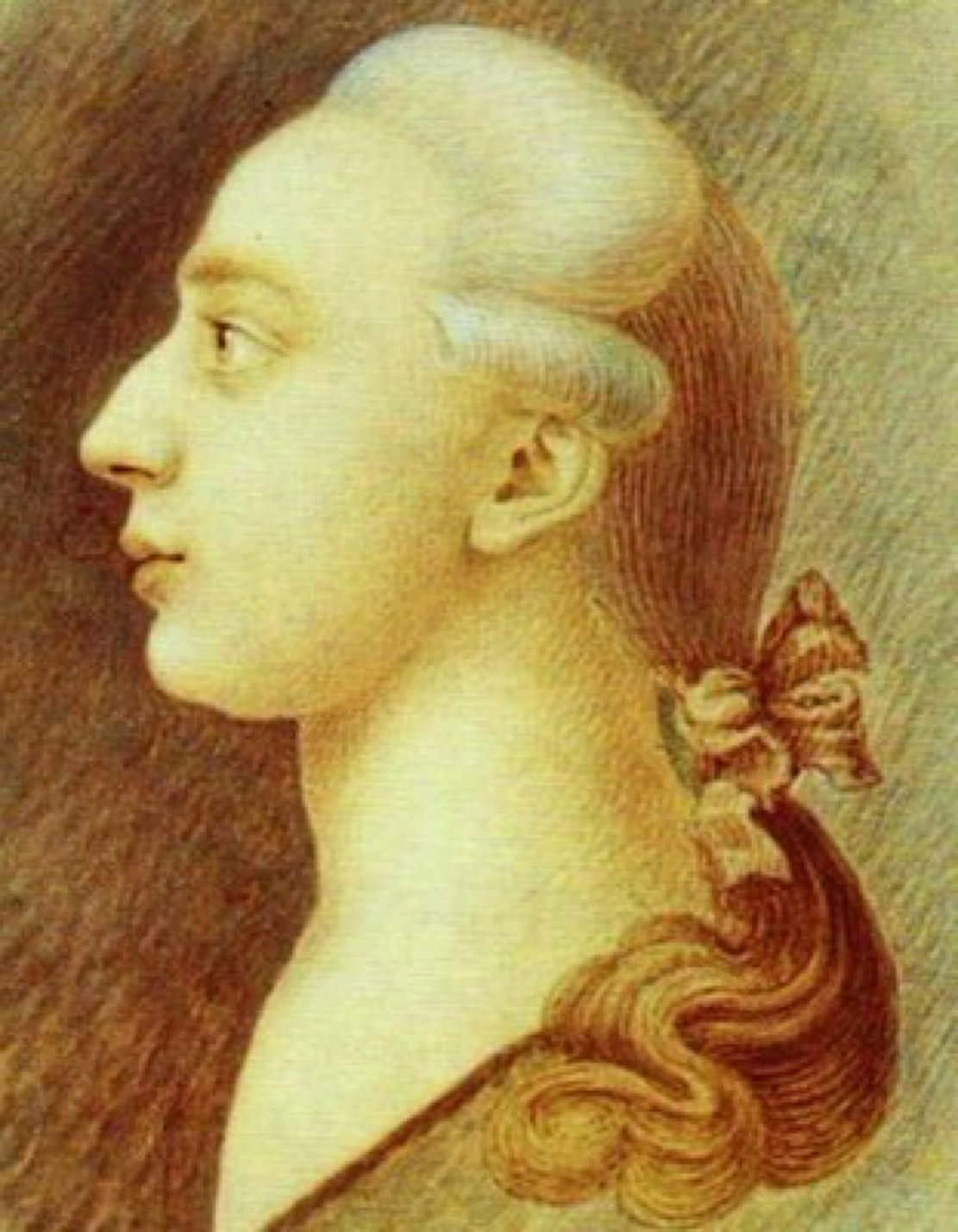

فنانو الإغواء (PUA)، أو كما يُعرّفون أنفسهم بمجتمع الإغواء هو حركة يقودها رجال بهدف الإغواء والنجاح الجنسي مع النساء. يوجد المجتمع من خلال النشرات الإخبارية والمدونات على الإنترنت، والتسويق (مثل إعلانات الراية، والندوات، والتدريب الفردي)، والمنتديات والمجموعات، بالإضافة إلى أكثر من مئة ناد محلي، تُعرف باسم «المخابئ».
يُعزى ظهور «علم الإغواء» أو «اللعبة» أو «الكاريزما المدروسة» إلى الأشكال الحديثة من المواعدة والمعايير الاجتماعية بين الجنسين التي تطورت بسبب زيادة ملحوظة لمساواة المرأة في المجتمع الغربي والتغيرات التي طرأت على أدوار الجنسين التقليدية. وصف المعلقون «اللعبة» في وسائل الإعلام على أنها متحيزة جنسيًا أو كارهة للنساء، بينما أقر بعض الناس أن التقنيات المتبعة تنجح أحيانًا في جذب النساء.

## لمحة تاريخية
يعود تاريخ ممارسة فن الإغواء الحديث إلى عام 1970، مع نشر كتاب «كيف تغوي الفتيات!» لمؤلّفه إريك ويبر، الذي يُعدّ أول فناني الإغواء الحديث. ومع ذلك، كان هناك من سبق ويبر وسمّى نفسه «مغوي النساء» وهو الطبيب النفسي العقلاني الانفعالي ألبرت إليس، الذي كتب كتاب «فن الإغراء الجنسي»، وهو دليل إرشادي للرجال يشجعهم على مقابلة النساء عن طريق «الإغواء»، إلى جانب روجر كونوي في عام 1967. ادعى إليس أنه كان يمارس إغواء الفتيات الغريبات منذ أن تغلب على خوفه من الاقتراب منهن من خلال «التحصين التدريجي» الذي أجراه في الحديقة النباتية في نيويورك في الثلاثينيات من القرن الماضي. شهدت السبعينيات والثمانينيات مؤلفين ومعلمين مستقلين، ولكن لم ينشأ أي مجتمع منظّم.
نشأ مجتمع فناني الإغواء ذاته مع روس جيفريز وطلابه. في أواخر الثمانينيات من القرن الماضي، نظّم جيفريز ورشات العمل، وروّج لمجموعة من تقنيات البرمجة اللغوية العصبية (NLP) المسماة «سرعة الإغواء» (SS)، ونشر كتابًا قصيرًا عن تقنياته، «كيف تحصل على النساء اللاتي ترغب بمعاشرتهن». أسس آخرون أنفسهم في نفس الحقبة تقريبًا، لكنهم افتقروا إلى التواصل مع بعضهم البعض. في عام 1994، أسس لويس دي بين، الذي كان حينها طالبًا لدى جيفريز، مجموعة الأخبار  ألت.سيدكشن.فاست (ASF)، التي أعلنت ميلاد المجتمع في حد ذاته. أدى ذلك إلى ظهور شبكة من منتديات المناقشة الأخرى على الإنترنت وقوائم البريد الإلكتروني والمدونات والمواقع التي يمكن فيها تبادل تقنيات الإغواء.
في أواخر التسعينيات، بدأ كليفورد لي نشرته الإلكترونية «قائمة كليف» كصوت مركزي مستقل لمجتمع الإغواء.
برز معلمو الإغواء الآخرون بأساليب متنافسة، وأصبحوا معروفين في هذا المجتمع باسم «معلمو الإغواء» أو «المعلمون».
لاقى المجتمع وعيًا أكبر مع فيلم الدراما لعام 1999 «ماغنوليا»، الذي صور فيه توم كروز دور معلم إغواء ذي شخصية جذابة لكنه كان ساخطًا ومضطربًا عاطفيًا، إذ استوحيت الشخصية من روس جيفريز.
في عام 2005، كتب الصحفي نيل شتراوس كتابه «اللعبة: اختراق المجتمع السري لفناني الإغواء»، وهو عرض لمجتمع فناني الإغواء. أُدرج كتاب «اللعبة» ضمن قائمة نيويورك تايمز لأكثر الكتب مبيعًا، وجعل تقنيات الإغواء معروفة لدى جمهور أوسع. رُوِّج مجتمع الإغراء بشكل أكبر من خلال البرنامج التلفزيوني «فنان الإغراء» (2007-2008) الذي عُرض على قناة في إتش ون.
داخل المجتمع، تُعدّ مخابئ الإغواء عبارة عن مجموعات للاجتماعات السرية تضم الرجال المكرَّسين لدراسة تقنيات الحصول على الجنس التي تدرَّس في مجتمع فناني الإغواء. تشكّلت المخابئ في البداية كمجموعات دراسة بعد فترة وجيزة من إصدار روس جيفريز منتجاته الأولى وبدئه التدريس في وقت ما في أوائل التسعينيات. توجد الآن مئات من المخابئ في جميع أنحاء العالم. يتضمن «المخبأ» عادة عنصرين: منتدى على الإنترنت واجتماعات للمجموعة. تُستخدم هذه العناصر كمراجع للرجال الذين يرغبون في أن يصبحوا على دراية جيدة بكيفية اجتذاب النساء بنجاح.

## مفاهيم
يعمل العديد من فناني الإغواء على «لعبتهم» من خلال تعزيز فهمهم لعلم النفس وثقتهم واحترامهم لذاتهم (ما يسمّونه «اللعبة الداخلية»)، وتحسين مهاراتهم الاجتماعية ومظهرهم البدني (اللياقة البدنية، الذوق في اختيار الأزياء، والتزيّن) («اللعبة الخارجية»). يعتقد العديد من أفراد المجتمع أن «لعبة» الفرد تُصقَل من خلال الممارسة المنتظمة، مع فكرة أن القدرات اللازمة للتفاعل مع النساء بهذه الطريقة يمكن تحسينها.
لدى مجتمع الإغواء مجموعة فريدة من الاختصارات والمصطلحات لوصف الديناميات بين الذكور والإناث والتفاعل الاجتماعي. على سبيل المثال، «الأبله المحبَط» (AFC) هو مصطلح صاغه روس جيفريز لوصف الذكور الذين عادة ما يكونون جاهلين وغير قادرين على التصرف مع النساء. أما «ذكر الألفا في المجموعة» (AMOG) هي إشارة إلى ذكر منافس، والذي عادة ما يكون إما صديقًا لفنان الإغواء أو موضع سخريته.
يدعي مجتمع الإغواء أن هذه المفاهيم مستمدة من التخصصات العلمية، مثل مفهوم العقل الجمعي من سيكولوجية التأثير، ومختلف المفاهيم من علم الأحياء الاجتماعي وعلم النفس التطوري (مثل مصطلح «ذكر ألفا»).

## فنان الإغواء
فنان الإغواء (المعروف اختصارًا باسم PUA) هو الشخص الذي يمارس عملية البحث عن شركاء جنسيين وجذبهم وإغوائهم. يُقال إن مثل هذا الشخص يتّبع نظامًا معينًا يعتبره مجتمع الإغواء فعالًا في محاولاته لإغواء الشركاء.
شاع استخدام كلمة «الإغواء - pickup» في هذا السياق، وهي الكلمة العامية لإجراء تعارف غير رسمي مع شخص غريب ترقبًا لعلاقة جنسية، من خلال كتاب «كيف تغوي الفتيات» الذي نشره إريك ويبر في عام 1970، و«أوقات الإغواء»، وهي عبارة عن مجلة صدرت في سبعينيات القرن الماضي لكنها لم تستمر طويلًا، وفيلم السيرة شبه الذاتية الكوميدي الرومانسي لعام 1987 «فنان الإغواء» من تأليف وإخراج جيمس توباك. من بين الأعمال الحديثة لثقافة فنان الإغواء هناك كتاب نيل شتراوس «اللعبة: اختراق المجتمع السري لفناني الإغواء»، وسلسلة تلفزيون الواقع لعام 2007 «فنان الإغواء» التي عُرضت على قناة في إتش ون بطولة فنان الإغراء ميستري. لدى فنان الإغواء روش في 14 كتابًا نشره بطريقة ذاتية يصف فيها تقنيات إغواء النساء. وفقًا لموقع صالون، مثل هذه الكتب هي بمنزلة «مشروع مدر للأموال» لصناعة الإغواء.
يرتبط مصطلح فنان الإغواء أيضًا بمجتمع الإغواء، وهو ثقافة فرعية للذكور مغايري الجنس يسعى جاهدًا لتحسين القدرات الجنسية والرومانسية مع النساء. تُطوَّر النشاطات الاعتيادية والمناورات لتحفيز «مفاتيح الانجذاب» المزعومة، التي غالبًا ما يتم دمجها مع تقنيات مستمدة من شكل مزعوم من أشكال التنويم المغناطيسي يسمى البرمجة اللغوية العصبية. يهدف الأعضاء إلى تحسين قدراتهم الإغوائية من خلال تطوير أنماط الحياة المختلفة. أثارت الثقافة المتعلقة بالإغواء صناعة بأكملها تخدم أولئك الذين يرغبون في تحسين مهاراتهم الاجتماعية والإغوائية من خلال الاستشارات والتدريب الميداني.
يتلقى فنانو الإغراء ردود فعل متفاوتة إلى سلبية من الصحافة وعامة الناس، إذ يعتبر الكثيرون أن كلًا من الممارسة والنظرية غير أخلاقية ومتحيزة جنسيًا وغير فعالة. في عام 2014، بعد الالتماسات العامة المدعومة على نطاق واسع، مُنع المتحدث وخبير الإغواء المقيم في الولايات المتحدة جوليان بلانك من دخول كل من المملكة المتحدة وأستراليا بعد نشر مقاطع فيديو على اليوتيوب تشرح سلوكيات عنيفة وتعرضها مثل جذب المرأة من رقبتها وحشر رأسها بين فخذيه.
ينقسم الإغواء غالبًا إلى أنماط مختلفة، يشار إليها باسم «اللعبة الخارجية» و«اللعبة الداخلية» و«اللعبة المباشرة» و«اللعبة غير المباشرة».
صرحت عالمة النفس بيترا بوينتون بأنه: «لا يوجد دليل على فعالية» أي ادعاء من ادعاءات فناني الإغواء. ومع ذلك، أثبتت الأبحاث التي أجراها ناثان أويش من قسم علم النفس التجريبي بجامعة أكسفورد أن مبادئ الانجذاب والإغواء -كما هي موضحة في كتب شتراوس حول هذا الموضوع- لها أساس واقعي في علم النفس الاجتماعي والفيزيولوجي والتطوري.
على الرغم من كونها حركة ذكورية بشكل أساسي، هناك فنانات إغواء أيضًا يستخدمن تقنيات مشابهة لإغواء الرجال.